# Anoplotettix eubeaticus
Anoplotettix eubeaticus är en insektsart som beskrevs av Dlabola 1989. Anoplotettix eubeaticus ingår i släktet Anoplotettix och familjen dvärgstritar. Inga underarter finns listade i Catalogue of Life.